# Manticora
Pour l’article homonyme, voir Manticora (coléoptère).
Manticora est un groupe de power metal progressif danois, originaire de Hvidovre. Formé en 1996 par Lars et Kristian Larsen, le groupe est actuellement signé au label discographique actuel est Locomotive Music. Leur contenu lyrique habituel est constitué de littérature, fantasy, et science-fiction. Bien qu'ils soient classés parmi les groupes de power metal progressif, ils ont une influence speed metal. 

## Biographie

### Débuts (1996–2001)
Le groupe est formé en 1996 sous le nom de Manticore par le chanteur Lars Larsen, le guitariste Kristian Larsen et le batteur Mads Volf. Peu de temps plus tard, le bassiste Rene Nielsen vient s'ajouter à la formation. En 1997, le groupe change de nom pour Manticora. Peu après, ils enregistrent l'EP Dead End Solution. En 1998, le groupe signe un contrat avec le label Intromental Management puis, peu après, un contrat avec Black Lotus Records. Dans la même année, le groupe recrute un second guitariste, Flemming Schultz Flemming, et un claviériste Jeppe Eg Jensen. Le premier album, Roots of Eternity, est publié à l'été 1999.
En 2000, le groupe signe un accord avec Scarlet Records et publie six mois plus tard, son premier album Darkness With Tales to Tell. En 2001, le bassiste Nielsen quitte le groupe et est remplacé par Kasper Gram. Le guitariste Schultz quitte également le groupe, et Martin Arendal reprend sa position. 

### DeHyperionauxBlack Circus(2002–2009)
En 2002, le groupe joue au Sweden Rock Festival. En automne 2002, l'album Hyperion est publié. Au printemps 2003, ils réalisent une tournée à travers l'Europe. Au début de 2004, le groupe commence à travailler sur son prochain album, intitulé 8 Deadly Sins. L'album est enregistré entre mars et avril aux Jailhouse Studios avec le producteur Tommy Hansen, et la couverture est réalisée par Mattias Norén. En juin 2004, ils signent au label Massacre Records pour la distribution européenne, canadienne et australienne de l'album ; et également au label Nightmare Records pour une distribution américaine. En février 2005, ils effectuent une autre tournée européenne avec Angra et Edenbridge. Le guitariste Stefan Johansson et le claviériste Andreas Lindahl viennent s'ajouter au groupe. Ils jouent ensuite au festival ProgPower à Atlanta, aux États-Unis en septembre 2005. 
Le guitariste Martin Arendal revient et remplace Johansson après son départ. Le groupe annoncent deux albums à venir ; il enregistre un nouvel album, The Black Circus Part 1: Letters, de nouveau produit par Tommy Hansen, et encore une fois enregistré aux Jailhouse Studios. Sa sortie suit d'une mini-tournée européenne avec Andromeda. Puis le groupe retourne aux Jailhouse Studios pour enregistrer The Black Circus Part 2: Disclosure. Après cette publication, le groupe effectue une tournée en Europe et aux États-Unis, avec Jon Oliva's Pain. En janvier 2008, le groupe annonce l'arrivée du claviériste Ronni Clasen. En mai 2009, ils tournent encore en Europe avec Circle II Circle pour 21 dates dans 16 pays.

### Safe(depuis 2010)
En 2010, l'album Safe est publié. Cette sortie suit en octobre d'une tournée en Europe, dans neuf pays. La même année, ils changent de distributeur nord-américain pour Sony/RED. En janvier 2014, le groupe annonce l'arrivée du guitariste Stefan Johansson.

## Membres

### Membres actuels
- Kristian H. Larsen - guitare (depuis 1996)[2]
- Lars F. Larsen - chant (depuis 1996)[2]
- Sebastian Andersen - basse (depuis 2014)[2]
- Stefan Johansson - guitare solo (depuis 2014)[2]

### Anciens membres
- Martin Jørgensen - claviers[2]
- René S. Nielsen - basse (1996-2001)[2]
- Mads Volf - batterie (1996-2016)[2]
- Flemming Schultz - guitare (1998-2001)[2]
- Jeppe Eg Jensen - claviers (1998-2003)[2]
- Kasper Gram - basse (2001-2014)[2]
- Martin Arendal - guitare (2001-2013)[2]
- Ronni Clasen - claviers (2008-?)[2]

## Discographie

### Albums studio
- 1999 : Roots of Eternity
- 2001 : Darkness with Tales to Tell
- 2002 : Hyperion
- 2004 : 8 Deadly Sins
- 2006 : The Black Circus Part 1: Letters
- 2007 : The Black Circus Part 2: Disclosure
- 2010 : Safe
- 2018 : To Kill To Live To Kill

### EP
- 1997 : Dead End Solution